# Валь-де-Ебо
Валь-де-Ебо, Валь-д'Ебо (ісп. Vall de Ebo (офіційна назва), валенс. Vall d'Ebo) — муніципалітет в Іспанії, у складі автономної спільноти Валенсія, у провінції Аліканте. Населення — 272 особи (2010).

## Географія
Муніципалітет розташований на відстані близько 350 км на південний схід від Мадрида, 60 км на північний схід від Аліканте.

## Демографія
Динаміка населення (INE ):

## Галерея зображень

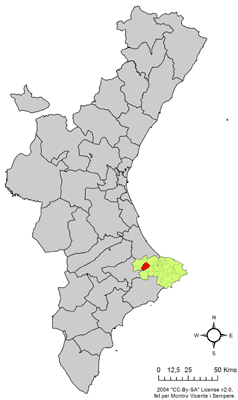
Розташування муніципалітету Валь-де-Ебо у автономній спільноті Валенсія
Розташування муніципалітету Валь-де-Ебо у комарці Маріна-Альта